# 中國香港攀山及攀登總會
中國香港攀山及攀登總會(英語：China Hong Kong Mountaineering and Climbing Union)是專門管轄香港運動攀登和登山運動的組織。該組織的前身是香港攀山總會，於2010年7月與香港攀登運動總會合併，成為中國香港攀山及攀登總會，成為香港唯一攀山運動地區代表組織。現時，是國際攀山聯盟（UIAA）、亞洲登山聯盟（UAAA）、國際攀登聯會（IFSC）、亞洲攀登聯會（IFSC-ACC）會員，也是中國香港體育協會暨奧林匹克委員會（SF&OC）會員。
在香港推廣的運動項目包括運動攀登、攀岩、山藝、冰雪攀山及繩索技術。
其活動包括：推廣攀山運動安全、舉辦各項教練及運動員之培訓課程、派隊參與國際賽事、策劃各項課程大綱及提供指引給各屬會開辦各項訓練班，使攀山運動更安全及統一。
每年的運動攀登賽事，主要有香港運動攀登公開賽、香港抱石錦標賽和體育節比賽等等。
中國香港攀山及攀登總會的會長是两年一任，由當選理事選出。

## 資料來源
1. ↑  .   [2014-01-01]. （原始内容存档于2014-01-02）.

## 外部連結
- 官方网站 （页面存档备份，存于）